# Màrkove (Crimea)
|  | Per a altres significats, vegeu «Màrkovo». |

Màrkove (en (ucraïnès): Маркове, en rus: Марково, Màrkovo) és un poble de la República Autònoma de Crimea a Ucraïna, que el 2014 tenia 428 habitants. Pertany al districte rural de Sovetski. Fins al 1948 el municipi es deia Xakul